# Les Schtroumpfs olympiques (album)
Les Schtroumpfs olympiques est le onzième album de la série de bande dessinée Les Schtroumpfs de Peyo publié en 1983 aux éditions Dupuis.
L'album contient trois histoires : Les Schtroumpfs olympiques, Pâques schtroumpfantes et Le Jardin des Schtroumpfs.

## Synopsis

### Les Schtroumpfs olympiques
Le Schtroumpf costaud organise de grands jeux sportifs, auxquels participent deux équipes de Schtroumpfs. Le Schtroumpf chétif, bien que peu avantagé, tente lui aussi de participer...
Dans les premiers albums imprimés, on peut noter une erreur lors du relais de bâtons, en effet les couleurs des bâtons rouge et jaune correspondants sont inversées contrairement aux cases précédentes.

### Pâques schtroumpfantes
Trois petits Schtroumpfs (le Schtroumpf pâtissier, le Schtroumpf farceur et le Schtroumpf à lunettes) décident de faire un cadeau de Pâques au Grand Schtroumpf chacun de leur côté.

### Le Jardin des Schtroumpfs
Les Schtroumpfs veulent organiser un pique-nique mais l'endroit choisi n'est guère accueillant (insectes, problèmes de barbecue, etc.). Jusqu'au jour où la Schtroumpfette tombe sur un jardin parfait pour le pique-nique...

## Prix
- 1984 : Alfred Enfant du festival d'Angoulême[1]